# تو تي ويهاويها

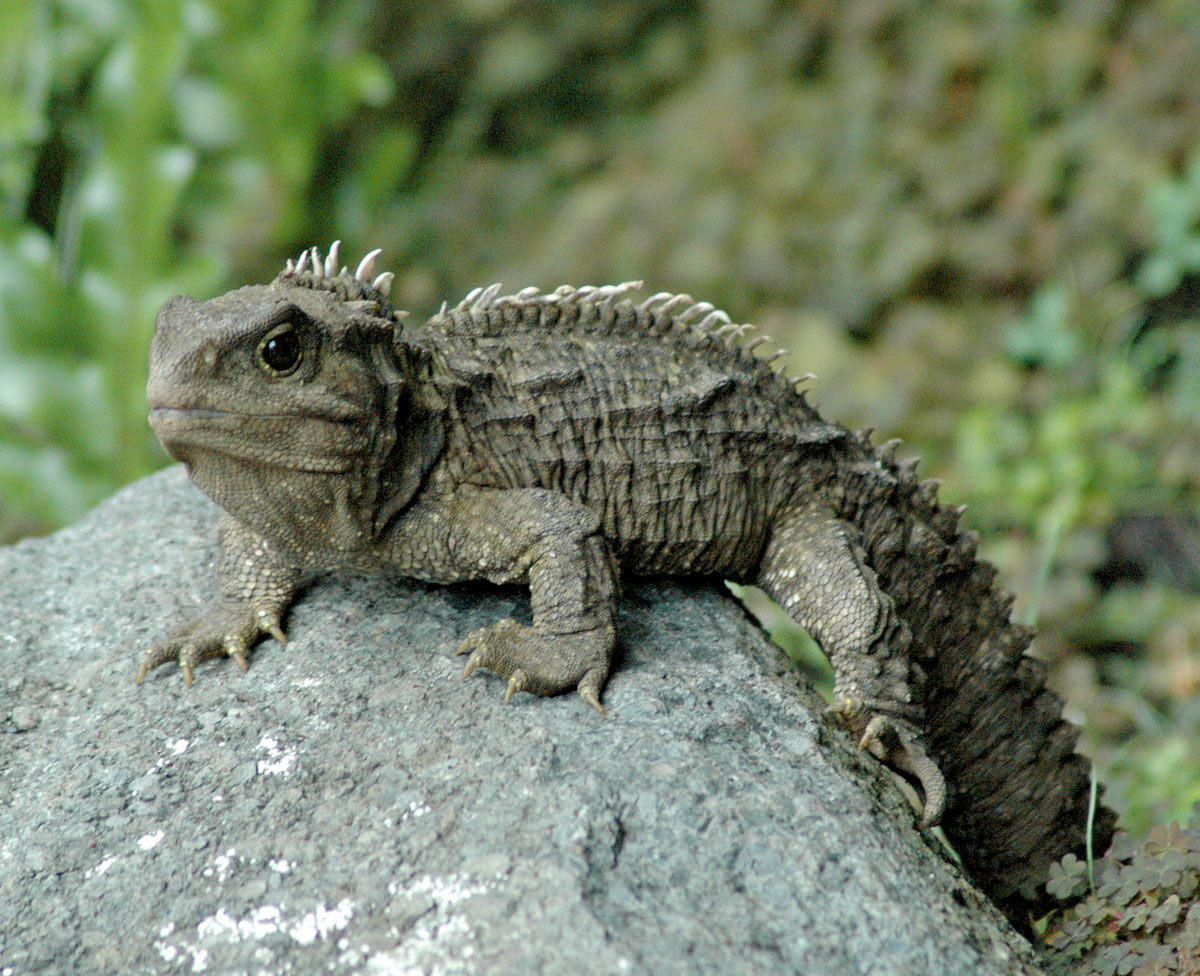
ذكر تواتارا شاب بالغ

```
في 
الأساطير الماورية
، 
تو تي ويهاويها
 
Tū-te-wehiwehi
 هو والد جميع 
الزواحف
، ويعرف أيضًا باسم تو تي وناونا 
Tu-te-wanawana
.
[
1
]
```

## عائلة
وهو ابن بونجا Punga وشقيق إكا تيري Ikatere. والد بونجا كان تنغروا، ملك البحر.
عندما قام توهيريما بشن حرب على إخوته بعد أن فصلوا رانجي وبابا (الأب السماوي وأم الأرض، الأجداد من جميع الآلهة)، اضطر إيكاتيري وتو تي ويهاويها إلى الفرار، وهرب إيكاتيري إلى البحر وأصبح سلفًا للأسماك، في حين لجأ تو تي ويهاويها إلى الغابة.
قبل فرار تو تي ويهاويها وإكا تيري، تجادلا معًا حول ما ينبغي عليهم فعله للهروب من العواصف.